# Coriariaceae
Coriariaceae es una familia de plantas dicotiledóneas perteneciente al orden Cucurbitales, con un solo género Coriaria.

## Descripción
Plantas herbáceas perennes, arbustos leñosos, a veces árboles pequeños con rizomas. Las yemas agrupadas en las axilas de las hojas de los ejes principales; ramillas notablemente angulares que se convierten a teretes, algunas veces arqueadas a péndulas, con lenticelas suberosas, las ramas superiores opuestas y las inferiores opuestas o ternadas. Las hojas son simples, opuestas o verticiladas, sin estípulas, de ovadas a lineares angostas, la base cordada, truncada o redondeada, el ápice de rostrado a mucronado. Las nervaduras son reticuladas, con 3 a 9 nervaduras manifestas.Las inflorescencias se disponen en racimos alargados, péndulos, con 3 a 4 pares de brácteas pequeñas en la base del racimo, rara vez presentan flores solitarias. Las flores son pequeñas, bisexuales o en ocasiones unisexuales, proteróginas, pentámeras, actinomorfas o con cáliz ligeramente zigomorfo, con brácteas o sin ellas; sépalos imbricados, persistentes; pétalos valvados, carnosos, aquillados, más cortos que los sépalos, persistentes entre los carpelos maduros; estambres 10 (-11) en 2 verticilos, alternos, de 5 cada uno, opuestos a los pétalos, adnatos a la quilla de los pétalos; filamentos alargados, de 1.5-5 mm de largo, delgados; anteras sagitadas, exertas, 2 (-4)-loculares, introsas, atenuadas, con dehiscencia longitudinal; gineceo sincarpo, de 5 a 10 (-12) carpelos, libres en parte superior, pero unidos en la base; ovario súpero, unilocular; estilo libre, terminal, alargado, el estigma a lo largo de su parte ventral, por lo común divergente; óvulos solitarios, anátropos, péndulos, con placenta parietal; fruto una pseudo-drupa compuesta de 5 a 10 cocos o aquenios, aquillados en la parte dorsal, comprimidos en ambos lados y envueltos por los pétalos acrescentes; semillas comprimidas, con la testa membranosa, con 5 a 7 o más costillas longitudinales, con endospermo escaso, embrión recto.[cita requerida]
El número de cromosomas es de 2n = 40 (diploide), 2n = 60 o 2n = 80 (tetraploide).
La hipótesis filogenética más moderna del orden Cucurbitales y su clasificación en familias y géneros puede ser encontrada en Schaefer y Renner (2011).
Las familias más pequeñas de Cucurbitales, como ésta, están descriptas en Kubitzki (2011) y además, en lo que concierne a sus caracteres florales y vegetativos, en Matthews y Endress (2004), en Zhang et al. (2007) y Renner et al. (2020), y estos trabajos también son una puerta de entrada hacia la vasta literatura morfológica de esas familias.

## Clasificación
La clasificación actual suele estar basada en el APG.